# Soletração

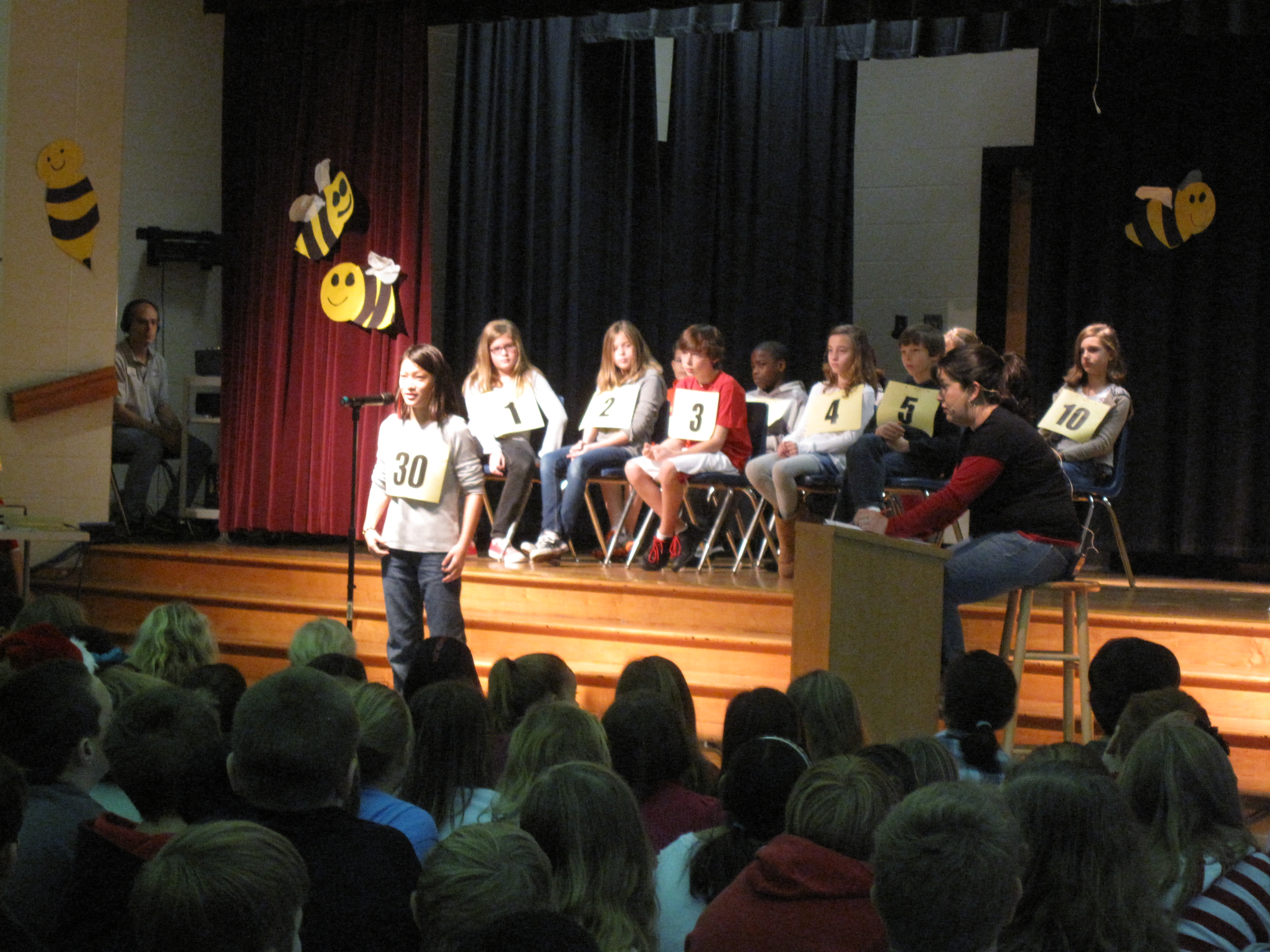
Um concurso de soletração em uma escola primária, com um soletrador se dirigindo a uma platéia e um juiz, com outros competidores atrás

Um concurso de soletração é uma competição em que os competidores são solicitados a soletrar uma ampla seleção de palavras, geralmente com um grau variável de dificuldade. Para competir, os competidores devem memorizar a grafia das palavras conforme escritas nos dicionários e recitá-las de acordo.
Acredita-se que o conceito tenha se originado nos Estados Unidos (como spelling bee) e eventos de soletração, juntamente com variantes, agora também são realizados em alguns outros países ao redor do mundo. Os concursos de soletração são comuns apenas em países onde o inglês é falado porque outras línguas têm um sistema de soletração mais previsível.

## História

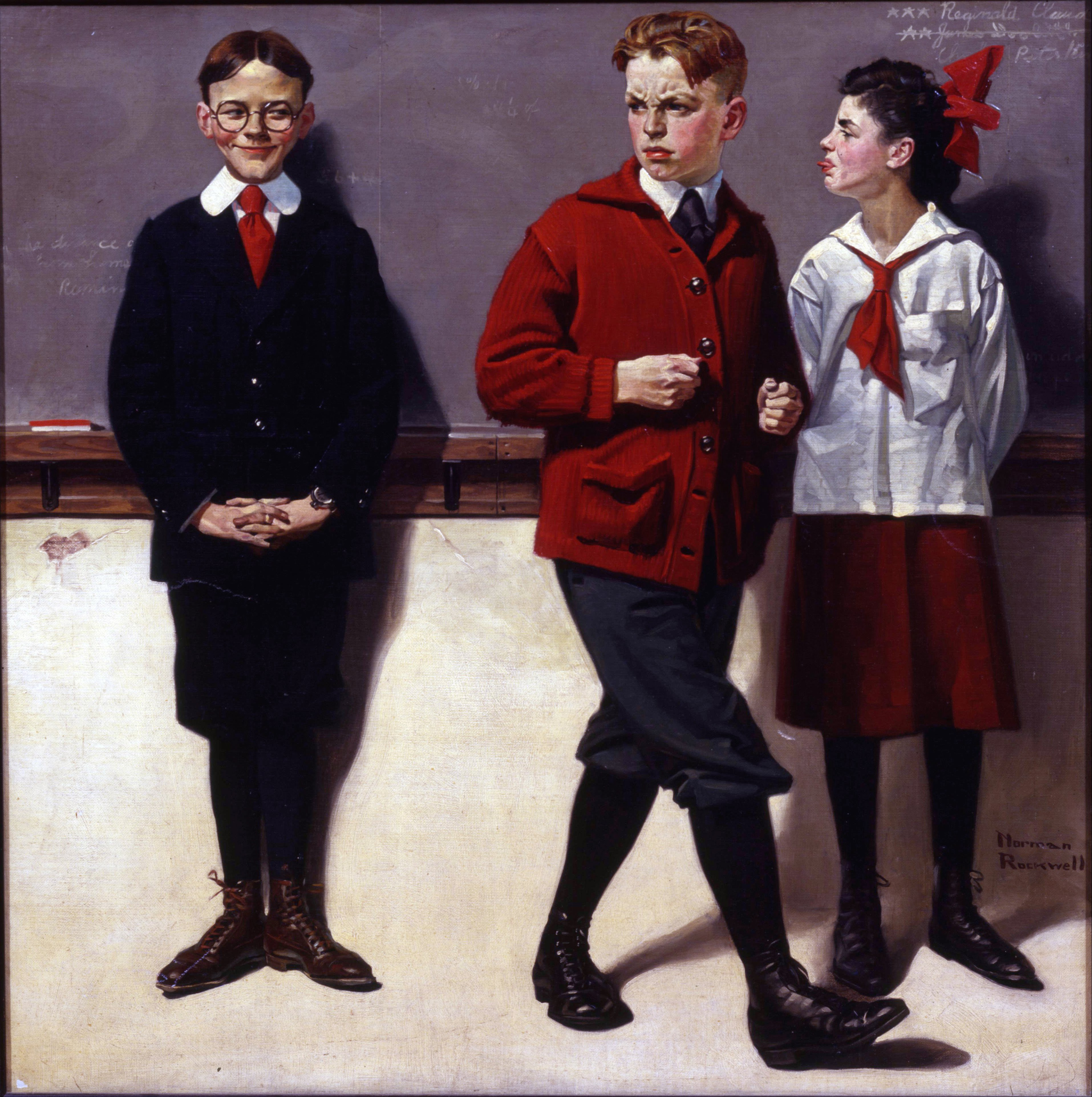
"Primo Reginald Soletra Peloponnesus." (Norman Rockwell, 1918)

A evidência mais antiga conhecida da frase spelling bee impressa data de 1850, embora um nome anterior, spelling match, tenha sido rastreado até 1808. Um ímpeto chave para os concursos foram os livros de soletração de Noah Webster. Publicado pela primeira vez em 1786 e conhecido coloquialmente como "The Blue-backed Speller", os livros de soletração de Webster eram uma parte essencial do currículo de todas as crianças do ensino fundamental nos Estados Unidos por cinco gerações. Agora, a referência chave para os concursos é o Webster's Third New International Dictionary.
Os concursos de soletração tornaram-se difundidos nos Estados Unidos durante os anos 1800, como uma forma de motivar os alunos a aprender a soletração padronizada. Esses concursos de soletração eram geralmente realizados em escolas e cidades individuais, e não eram organizados nacionalmente. Em 1908, a National Education Association realizou o que chamou de "primeiro concurso de ortografia nacional" em sua convenção em Cleveland. Marie Bolden, uma garota negra de Cleveland, foi nomeada campeã.
O anual Concurso Nacional de Soletração dos Estados Unidos foi iniciado em 1925 pelo The Courier-Journal, o jornal de Louisville, Kentucky. O vencedor foi Frank Neuhauser, que ganhou o 1.º Concurso Nacional de Soletração em Washington, D.C., em 1925, aos onze anos.
Em 1941, o Scripps Howard News Service adquiriu o patrocínio do programa, e o nome mudou para Scripps Howard National Spelling Bee. Mais tarde, o nome foi encurtado para Scripps National Spelling Bee. Além de concorrentes dos cinquenta estados norte-americanos, vários vêm do Canadá, Bahamas, Nova Zelândia e países europeus.
Nos Estados Unidos, os concursos de soletração são realizados anualmente a partir de níveis locais até o nível do Scripps National Spelling Bee, que concede um prêmio em dinheiro ao vencedor. O National Spelling Bee é patrocinado por jornais de língua inglesa e fundações educacionais; também é transmitido pela ESPN. Desde 2006, as rodadas do campeonato nacional do Spelling Bee são transmitidas ao vivo pela ABC. Em 2005, os competidores vieram das Bahamas, Jamaica, Guam, Ilhas Virgens Americanas, Samoa Americana, Canadá, Nova Zelândia, Porto Rico e uma base militar alemã, além dos Estados Unidos. Este foi o primeiro ano em que soletradores do Canadá e da Nova Zelândia participaram da competição. A autoridade final para as palavras é o Webster's Third New International Dictionary. A lista anual de estudos está disponível na Scripps, online ou impressa.
O National Senior Spelling Bee começou em Cheyenne, Wyoming, em 1996. Patrocinado pela Wyoming AARP, está aberto a participantes com cinquenta anos ou mais. Maria Dawson é a única competidora a ganhar dois títulos consecutivos no National Senior Spelling Bee.
O South Asian Spelling Bee é outro concurso de soletração, ocorrendo nos Estados Unidos a cada verão em busca do próximo campeão de soletração sul-asiático-americano entre as idades de oito e quatorze anos.
Algumas línguas, como o hindi, são totalmente baseadas na fonética e têm soletração regular; e, portanto, há muito menos concursos de soletração nessas línguas do que no inglês.